# Колонж
Колонж (фр. Collonges) је насељено место у Француској у региону Рона-Алпи, у департману Ен (Рона-Алпи).
По подацима из 2011. године у општини је живело 1979 становника, а густина насељености је износила 121,78 становника/km².

## Демографија
| 1962. | 1968. | 1975. | 1982. | 1990. | 2011. |
| ----- | ----- | ----- | ----- | ----- | ----- |
| 879   | 901   | 966   | 926   | 1.000 | 1.979 |